# Jocs de l'Extrem Orient
Els Jocs de l'Extrem Orient, també coneguts com a Jocs de l'Orient Llunyà, foren una competició multiesportiva que es disputà a l'Àsia durant la primera meitat de segle XX, considerada precursora dels Jocs Asiàtics.

## Història

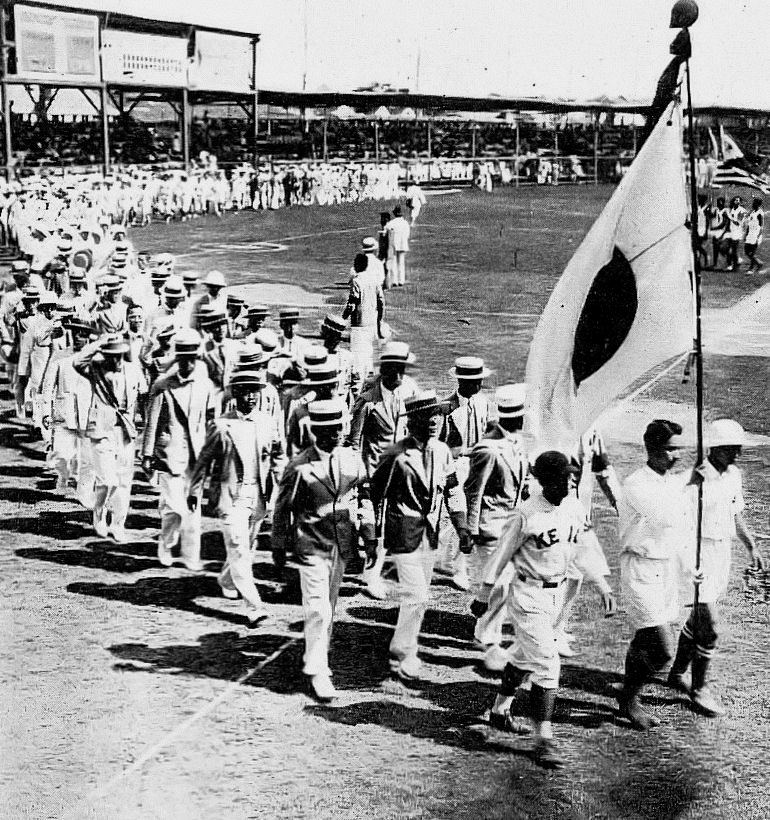
La delegació japonesa als Jocs de l'Extrem Orient de 1927.

El 1913, Elwood Brown, president de l'Associació Atlètica Amateur de Filipines i dels Jocs de Carnaval de Manila, va proposar la creació dels "Jocs Olímpics de l'Extrem Orient" a la Xina i al Japó. En aquell moment, el governador general William Cameron Forbes era el president de la Federació Atlètica Amateur de Filipines (1911 i 1913). El governador general Forbes va formar l'Associació Olímpica de l'Extrem Orient. Brown va col·laborar amb J. Howard Crocker i l'YMCA de la Xina, el Japó i les Filipines, per establir els Jocs de l'Extrem Orient.
El primer esdeveniment es va celebrar al recinte del Carnaval de Manila (més tard el Complex Esportiu Rizal Memorial) a Malate, Manila, Filipines el 4 de febrer de 1913 i va ser conegut com els "Primers Jocs Olímpics Orientals". Forbes també va ser qui va declarar formalment oberts els jocs. Sis països van participar en l'esdeveniment de vuit dies: el país amfitrió, les Illes Filipines, la República de la Xina, l'Imperi del Japó, les Índies Orientals Britàniques (Malàisia), el Regne de Tailàndia i la colònia de la corona britànica Hong Kong.
El 1915 el nom va canviar a Jocs de l'Extrem Orient i l'associació a Associació Atlètica de l'Extrem Orient, quan l'esdeveniment es va celebrar al Hongkou Park a Xangai, Xina. Es van tornar a celebrar al mateix lloc l'any 1921. Els jocs es van celebrar cada dos anys, excepte el 1929, quan el Japó va decidir endarrerir el projecte fins al 1930. A continuació, la FEAA va decidir canviar les dates a cada quatre anys i les Illes Filipines van acollir els desens jocs el 1934. Les Índies Orientals Holandeses (Indonèsia) van unir-se als Jocs el 1934.
L'edició de 1934 es va celebrar en un període de disputes entre la Xina i el Japó, arran de la invasió japonesa de Manxúria el 1931. La inclusió de persones d'aquesta regió als jocs va provocar controvèrsia entre les dues nacions membres, que va provocar la ruptura de l'Associació Atlètica de l'Extrem Orient. El setembre de 1937, el Japó va envair la Xina amb l'incident del pont Marco Polo i va iniciar la Segona Guerra Sino-japonesa (que més tard va passar a formar part de la Segona Guerra Mundial), per la qual cosa es van cancel·lar els jocs planificats pel 1938.

## Edicions

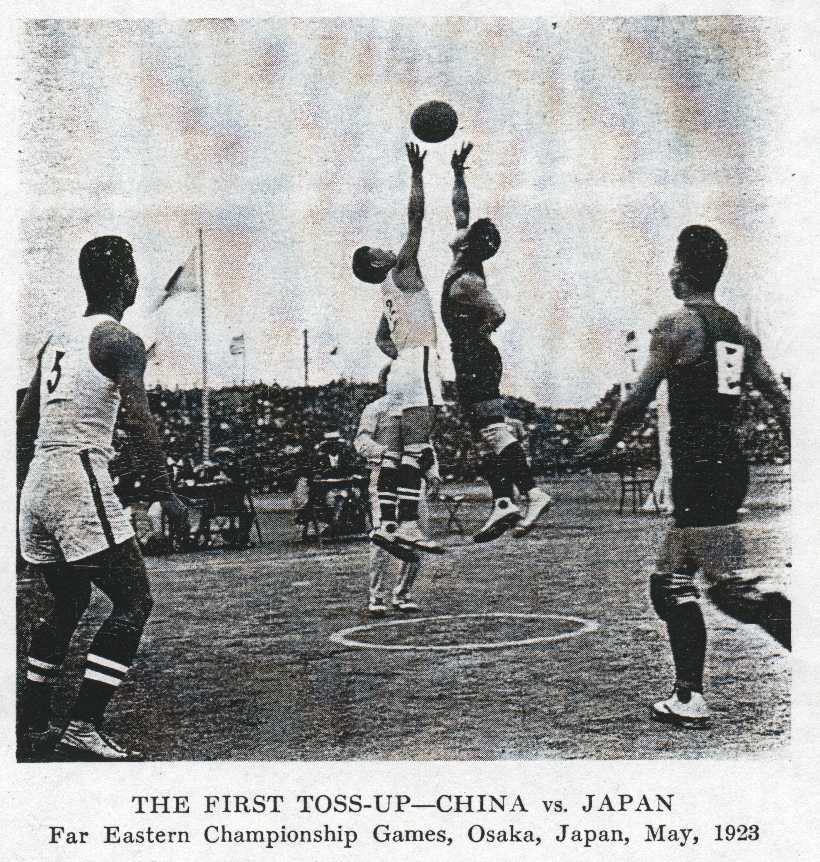
Jocs de l'any 1923.

| Edició | Any  | Seu                            | Dates          |
| ------ | ---- | ------------------------------ | -------------- |
| I      | 1913 | Manila, Filipines              | 3 - 7 febrer   |
| II     | 1915 | Shanghai, República de la Xina | 15-21 maig     |
| III    | 1917 | Tòquio, Imperi del Japó        | 8-12 maig      |
| IV     | 1919 | Manila, Filipines              | 12-16 maig     |
| V      | 1921 | Shanghai, República de la Xina | 30 maig-3 juny |
| VI     | 1923 | Osaka, Imperi del Japó         | 21-25 maig     |
| VII    | 1925 | Manila, Filipines              | 17-22 maig     |
| VIII   | 1927 | Shanghai, República de la Xina | 28-31 agost    |
| IX     | 1930 | Tòquio, Imperi del Japó        | 24-27 maig     |
| X      | 1934 | Manila, Filipines              | 16-20 maig     |
| XI     | 1938 | Osaka, Imperi del Japó         | Cancel·lats    |

## Esports
Al llarg de la competició s'han disputat un total de nou esports diferents. Vuit dels esports han aparegut a totes les edicions. El ciclisme, en canvi, només va aparèixer una vegada, el 1915.
- Atletisme
- Basquetbol
- Beisbol
- Ciclisme
- Futbol
- Natació
- Salts
- Tennis
- Voleibol

## Països participants
- Filipines (totes les edicions)
- República de la Xina (totes les edicions)
- Imperi del Japó (totes les edicions)
- Estats Malais Federats (només 1913)
- Hong Kong britànic (només 1913)
- Regne de Tailàndia (només 1913)
- Raj Britànic (només 1930)
- Índies Orientals Neerlandeses (només 1934)